# 狄伊·哈克
狄伊·沃德·哈克（英語：Dee Ward Hock，1929年3月21日—2022年7月16日），是VISA信用卡公司的創辦人和前CEO。1968年他創立了美國VISA組織，并于1974年創立了VISA國際，現已成為信用卡行業的佔優勢的公司。